# Liste des édifices labellisés « Patrimoine du XXe siècle » de l'Aveyron
La liste des édifices labellisés « Patrimoine du XXe siècle » de l'Aveyron recense de manière exhaustive les édifices disposant du label officiel français « Patrimoine du XXe siècle » situés dans le département français de l'Aveyron. Chacun de ces édifices est accompagné de sa notice sur la base Mérimée et de sa date de labellisation

## Liste
| Monument                                                 | Commune          | Adresse         | Coordonnées                      | Notice         | Date | Illustration               |
| -------------------------------------------------------- | ---------------- | --------------- | -------------------------------- | -------------- | ---- | -------------------------- |
| Église Notre-Dame-des-Mines d'Aubin                      | Aubin            | Combes          | 44° 32′ 23″ nord, 2° 16′ 06″ est | « PA12000021 » | 2001 | Image manquante Téléverser |
| Église Saint-Joseph-l'Artisan d'Onet-le-Château          | Onet-le-Château  | Lilas (rue des) | 44° 21′ 53″ nord, 2° 35′ 26″ est | « PA12000035 » | 2005 | Image manquante Téléverser |
| Monument à la Résistance, la butte de tir et sa tranchée | Sainte-Radegonde | Arsaguet        | 44° 20′ 59″ nord, 2° 37′ 20″ est | « PA12000063 » | 2017 | Image manquante Téléverser |